# 1548

## Родени
- Джордано Бруно, италиански философ, астроном и окултист
- Себастиян Вискаино,
- Симон Стевин, Фламандски математик и инженер
- 18 март – Корнелис Кетел, холандски художник и поет
- 29 септември – Вилхелм V, херцог на Бавария от 1579 до 1597 († 1626)

## Починали
Джордано Бруно